# Пател, Рамеш
Рамеш Унка Пател (англ. Ramesh Unka Patel, 12 сентября 1953, Окленд, Новая Зеландия) — новозеландский хоккеист (хоккей на траве), нападающий. Олимпийский чемпион 1976 года.

## Биография
Рамеш Пател родился 12 сентября 1953 года в новозеландском городе Окленд.
Играл в хоккей на траве и крикет за «Окленд». В 1971 году попал в молодёжную сборную Новой Зеландии по крикету, но затем сосредоточился на хоккее на траве. В составе «Окленда», за который выступал с 17 лет, четырежды становился чемпионом страны. Также играл за «Сент-Люкс» из Окленда.
В 1972 году вошёл в состав сборной Новой Зеландии по хоккею на траве на летних Олимпийских играх в Мюнхене, занявшей 9-е место. Играл на позиции нападающего, провёл 6 матчей, мячей не забивал.
В 1976 году вошёл в состав сборной Новой Зеландии по хоккею на траве на летних Олимпийских играх в Монреале и завоевал золотую медаль. Играл на позиции нападающего, провёл 7 матчей, забил 3 мяча (два в ворота сборной Испании, один — ФРГ).
В 1984 году вошёл в состав сборной Новой Зеландии по хоккею на траве на летних Олимпийских играх в Лос-Анджелесе, занявшей 7-е место. Играл на позиции нападающего, провёл 7 матчей, мячей не забивал.
Выступал за сборную Новой Зеландии до 1986 года, провёл в её составе 122 матча. Отличался умелым дриблингом и видением поля.
В 80-е годы тренировал детские и молодёжные команды, в том числе команду Оклендской гимназии, в которой преподавал математику.
В 1988 году стал начальником по развитию Федерации хоккея на траве Новой Зеландии, в 1989 году занял пост исполнительного директора. Работал в федерации в 2010 года. Участвовал в создании национальной тренерской системы.

## Семья
Старший брат Рамеша Патела Мохан Пател (род. 1952) также играл за сборную Новой Зеландии по хоккею, в 1976 году стал олимпийским чемпионом.
Племянник Пареш Пател (род. 1965) в составе сборной Новой Зеландии выступал в 1992 году на летних Олимпийских играх в Барселоне.

## Увековечение
В 1990 году в составе сборной Новой Зеландии, выигравшей Олимпиаду, введён в Новозеландский спортивный Зал славы.